# سی کلاد
سی کلاد (به انگلیسی: Sea Cloud) یک کشتی است که طول آن ۳۱۶ فوت (۹۶ متر) می‌باشد. این کشتی در سال ۱۹۳۱ ساخته شد.